# الضرائب في النمسا
في النمسا, تفرض الدولة الضرائب, وبلغت إيرادات الضرائب في النمسا 42.7٪ من الناتج المحلي الإجمالي في عام 2016 وفقاً للبنك الدولي. أهم مصدر دخل للحكومة هو ضريبة الدخل وضريبة الشركات ومساهمات الضمان الاجتماعي, ضريبة القيمة المضافة وضريبة السلع والخدمات. ضرائب أخرى مهمة هي ضريبة البلدية, وضريبة العقارات, وضريبة التأمين على المركبات, وضريبة الممتلكات, وضريبة التبغ. لا توجد ضريبة على الممتلكات. تم إلغاء ضريبة الهدايا وضريبة الميراث في عام 2008. علاوة على ذلك, يمكن للأشخاص العاملين لحسابهم الخاص استخدام إعفاء ضريبي قدره 3900 يورو في السنة. يتم تحديد الفترة الضريبية لسنة تقويمية. ومع ذلك, هناك احتمال وجود استثناء ولكن يجب الحصول على إذن من مصلحة الضرائب. يصنف مؤشر السرية المالية النمسا على أنها الملاذ الضريبي الخامس والثلاثون الأكثر أماناً في العالم.

## ضريبة الدخل
يخضع الأشخاص الذين لديهم إقامة أو إقامة اعتيادية في النمسا لضرائب غير محدودة. غير محدود لأن جميع الدخل (داخل النمسا أو خارجها) يجب أن يخضع للضريبة. بالإضافة إلى ذلك، يمكن فرض ضرائب على بعض الدخل حتى لو لم يكن لدى الشخص إقامة أو إقامة اعتيادية في النمسا
تم تحديد ضريبة الدخل في النمسا بشكل تصاعدي في عام 1988. تم إجراء العديد من التعديلات منذ ذلك الحين. في آخر واحد من عام 2016, تم تخفيض معدلات الضرائب (انظر الجدول). هناك سبع مناطق أجرة. لا يدفع الأشخاص الذين يقل دخلهم السنوي عن 11000 يورو أي ضرائب. أعلى معدل ضرائب هامشية هو 55٪ للأشخاص الذين يتجاوز دخلهم السنوي 1،000،000 يورو. يتم دفع الضريبة شهرياً.
| معدل الضريبة الهامشية من 2016 | معدل الضريبة الهامشية من 2009 إلى 2015 | نطاق الراتب                  |
| ----------------------------- | -------------------------------------- | ---------------------------- |
| 0٪                            | 0٪                                     | 0 - 11000 يورو               |
| 25٪                           | 36.5٪                                  | 11001 - 18000 يورو           |
| 35٪                           | 36.5٪                                  | 18001 - 25000 يورو           |
| 35٪                           | 43.2143٪                               | 25001 - 31000 يورو           |
| 42٪                           | 43.2143٪                               | 31001 - 60000 يورو           |
| 48٪                           | 50٪                                    | 60001 - 90.000 يورو          |
| 50٪                           | 50٪                                    | 90،001 يورو - 1،000،000 يورو |
| 55٪                           | 50٪                                    | أكثر من 1،000،000 يورو       |

## ضريبة الشركات
تخضع الشركات في النمسا لضرائب غير محدودة على دخلها بالكامل إذا كان لديها مقعد قانوني أو مكان للإدارة الفعالة في النمسا.
الشركات مؤهلة كموضوعات ضريبية مستقلة، يجب دائماً التمييز بين التداعيات الضريبية على مستوى الشركة وتلك على مستوى المساهمين. على مستوى الشركة، يتم فرض ضريبة على الأرباح وفقاً لمعدل ضريبة دخل الشركات القياسي البالغ 25٪. على مستوى المساهمين، تخضع توزيعات الأرباح عادةً لضريبة الاستقطاع بنسبة 25٪ للشركات و27.5٪ للمستفيدين الآخرين.
يوجد أيضًا حد أدنى للضريبة (Mindestkörperschaftssteuer) لكل من الشركات ذات المسؤولية المحدودة (LLC) والشركات المساهمة التي تعادل 5٪ من رأس مالها المسجل. أي 1750 يورو و3500 يورو سنوياً. تخضع البنوك وشركات التأمين لمبلغ مختلف - 5،452 يورو. بالنسبة للشركات الجديدة، هناك ضريبة مخفضة قدرها 1092 يورو في السنة الأولى من وجودها.

## اشتراكات الضمان الاجتماعي
التأمين الاجتماعي النمساوي إلزامي ويشمل التأمين الصحي وتأمين التقاعد والتأمين ضد البطالة والتأمين ضد الحوادث.
يتم تحديد المساهمات كنسبة مئوية من إجمالي الأرباح الشهرية (ولكن فقط حتى المبالغ القصوى المحددة) ويتم دفعها جزئياً بواسطة الموظف وجزئياً من قبل صاحب العمل.
يبلغ الحد الأقصى للمساهمة الأساسية للمدفوعات المنتظمة 4980 يورو شهرياً. يبلغ الحد الأقصى لقاعدة المساهمة للمدفوعات الخاصة (تلك التي لا تحدث على أساس شهري, مثل المكافأة) 9،960 يورو سنوياً.
اعتباراً من 1 كانون الثاني 2017, كانت النسب كما يلي.
| نوع التأمين         | تدفع من قبل صاحب العمل | يدفع من قبل الموظف | مجموع  |
| ------------------- | ---------------------- | ------------------ | ------ |
| تأمين التقاعد       | 12.55٪                 | 10.25٪             | 22.80٪ |
| تأمين ضد الحوادث    | 1.30٪                  | 0.00٪              | 1.30٪  |
| تأمين صحي           | 3.78٪                  | 3.87٪              | 7.65٪  |
| التأمين ضد البطالة* | 3.00٪                  | 3.00٪ *            | 6.00٪  |
| آخرون               | 0.85٪                  | 1.00٪              | 1.85٪  |
| مجموع               | 21.48٪                 | 18.12٪             | 39.60٪ |
| صندوق الفصل         | 1.53٪                  | 0.00٪              | 1.53٪  |

## ضريبة القيمة المضافة (VAT)
يجب على العميل النمساوي دفع صافي المبيعات بالإضافة إلى ضريبة القيمة المضافة بنسبة 20٪, والتي يتم إدراجها بشكل منفصل في فاتورة المورد. في الواقع, يدفع العميل العبء الضريبي للمورد. وبعد ذلك يتم خصم المبلغ من عبء ضريبة القيمة المضافة الخاصة بالعميل.
مستهلك التجزئة النهائي يمتص العبء النهائي. من بين أمور أخرى, تُعفى الصادرات وبعض الخدمات للعملاء الأجانب من ضريبة القيمة المضافة. تخضع معاملات الاستيراد من الدول غير الأعضاء في الاتحاد الأوروبي لضريبة مبيعات الاستيراد بنفس معدل ضريبة المبيعات.
يتم تخفيض ضريبة القيمة المضافة إلى 10٪ على بعض المنتجات, وهذا ينطبق على سبيل المثال على الأطعمة الأساسية والمواد المطبوعة. بالإضافة إلى ذلك, هناك ضريبة القيمة المضافة بنسبة 13٪ لغرف النزل.

## ضريبة الدخل على غير المقيمين
الأفراد الذين ليس لديهم مكان إقامتهم أو إقامتهم العادية يتم تحصيل ضريبة دخلهم من النمسا فقط. الشركات التي ليس لديها إدارتها ولا موقعها في النمسا مسؤولة فقط عن دخلها القادم من النمسا. ومع ذلك, يمكنهم خصم نفقاتهم المسموح بها اقتصادياً المتعلقة بالنمسا. الأسعار بالنسبة لهم هي نفسها بالنسبة للمقيمين العاديين, على الرغم من أنه يجب إضافة 9000 يورو إلى القاعدة الضريبية الخاصة بهم من أجل الحساب.
معدلات الضريبة المقتطعة في الفئات التالية, يمكن اقتطاع الضريبة بمعدل 20٪.
- الدخل المتأتي من المشورة التجارية أو الفنية, أو من ممارسة رياضة أو فن.
- الدخل الذي تم الحصول عليه مقابل حق استخدام براءات الاختراع وحقوق المؤلف والمعرفة الفنية ورسوم الترخيص.
- الدخل من العمل وأتعاب المدير

## الضرائب الأخرى
يوجد في النمسا عدد من أنواع الضرائب الأخرى, وتشمل ما يلي:
• ضريبة أرباح رأس المال (Kapitalertragsteuer) معدل الضريبة يساوي 25٪. بناءً على الإصلاح الضريبي في عام 2016, ارتفع معدل الضريبة المفروضة على أرباح الأسهم إلى 27.5٪, بينما ظل معدل الضريبة المفروضة على الادخار ثابتاً (25٪).
• ضريبة نقل الملكية (Grunderwerbsteuer) - بعد الإصلاح الضريبي في عام 2016, تغيرت القاعدة الضريبية. إنها ليست قيمة أرض موحدة ثلاثية بعد الآن ولكنها قيمة سوقية حقيقية. العامل الرئيسي هو ما إذا كان النقل يتم داخل الأسرة أم لا. عند حدوث الحالة الأخيرة يكون معدل الضريبة 3.5٪. التكلفة الإجمالية عند شراء عقار هي 10-15٪ من سعر الشراء. (شامل الرسوم)
• ضريبة السيارة (Kfz-Steuer) - تُفرض على جميع المركبات النمساوية وجميع المركبات الأجنبية المسجلة في النمسا. أساس الضرائب هو سعة الأسطوانة للدراجات النارية والقدرة الحصانية لجميع المركبات الأخرى.
• ضريبة البلدية : تدفع الشركات ضريبة البلدية للبلدية التي يقع فيها العمل
• ضريبة نقل ملكية الأراضي
• ضريبة الإنتاج (Verbrauchssteuer) - ضريبة الاستهلاك هي نفسها كما في دول الاتحاد الأوروبي الأخرى. وهي تُفرض على كل من الاستيراد والتصدير وعادة ما تُفرض على البنزين والتبغ والمنتجات النشطة والمشروبات الكحولية وما إلى ذلك.

## الإصلاح الضريبي 2016
في عام 2016, كان هناك إصلاح ضريبي في النمسا تم تغييره, على سبيل المثال معدلات ضريبة الدخل (انظر الجدول في المقالة). حقيقة مثيرة للاهتمام هي أن معدل الضريبة لأعلى مستوى من الدخل هو 55٪ وهو رابع أعلى مستوى في الاتحاد الأوروبي بعد السويد والبرتغال والدنمارك. علاوة على ذلك, يتعين على الشركات التي يزيد ربحها السنوي عن 15000 يورو تثبيت واستخدام سجلات المبيعات الإلكترونية, علاوة على ذلك, من المفترض أن تقدم إيصالاً لكل عملية بيع. تشارك حوالي 150 ألف شركة نمساوية. ارتفع معدل ضريبة القيمة المضافة (Mehrwertsteuer) من 10٪ إلى 13٪ مما قد يؤثر, على سبيل المثال, على الثقافة وأصحاب الفنادق وما إلى ذلك. في المقابل, بقي معدل ضريبة القيمة المضافة على الأدوية والإيجارات والمواد الغذائية دون تغيير. شهد معدل ضريبة الأرباح الرأسمالية زيادة من 25٪ إلى 27.5٪. اعتبر هذا الإصلاح نقطة انطلاق لعملية إصلاح طويلة الأمد وواسعة النطاق في النمسا. ومن المتوقع أن تحدث المزيد من الإصلاحات في التعليم وسوق العمل في المستقبل القريب.